# The Etude
The Etude (с англ. — «Этюд») — американский ежемесячный музыкальный журнал, выходивший в 1883—1957 гг. Был основан Теодором Прессером в Линчберге, но уже на следующий год издание было перенесено в Филадельфию и на протяжении всей своей истории выходило в музыкальном издательстве Theodore Presser Company.
Первоначально журнал фокусировался на фортепианной педагогике, постепенно расширяя поле деятельности. В «Этюде» печатались статьи о композиторах и отдельных произведениях, хроника музыкальной жизни, ноты; журнал уделял большое внимание поддержке любительского музицирования. К 1917 году объём журнала вырос вдвое, до 70 страниц, число подписчиков достигло 250 тысяч к 1925 году. Определённый идеологический и эстетический консерватизм журнала, его стремление удержать во главе угла категорию возвышенного отразились в появлении на лицевой странице журнала в середине 1920-х гг. девиза «Занятия музыкой возвышают жизнь» (англ. Music Study Exalts Life). Среди заметных авторов журнала были У. С. Б. Мэтьюз и Джеймс Ханекер.

## Главные редакторы
- Теодор Прессер (1883—1896)
- Уинтон Балтзелл (1897—1909)
- Джеймс Фрэнсис Кук (1909—1949)
- Джон Бриггс (1950—1951)
- Гай Маккой (1952—1957)